# Mauricio Rosencof
Mauricio Rosencof (Florida, 30 de junio de 1933) es un escritor, dramaturgo, novelista, poeta y periodista uruguayo.

## Biografía
Fue dirigente del Movimiento de Liberación Nacional (Tupamaros). Nació en el seno de una familia judía polaca. En 1931 su padre Isaac se vio obligado a emigrar a Uruguay por causa del virulento antisemitismo de la Polonia de la época. Un año después vinieron su esposa y su hijo Leibu. En 1933 nació Mauricio. La mayor parte de su infancia la vivió en el barrio Palermo. 
Su apellido y sus nombres fueron cambiados de: Rajzla a Rosa, Rosenkopf a Rosencof, Leib a León o Leonel, y Marcos o Moishe a Mauricio. Su hermano Leibu falleció de meningitis a los 16 años, cuando Mauricio era niño. 
Fundador de la Unión de Juventudes Comunistas y dirigente del Movimiento de Liberación Nacional - Tupamaros (MLN-T), en 1972 fue detenido y torturado con José Mujica y Eleuterio Fernández Huidobro. Tras el golpe de Estado de 1973 fue declarado «rehén» junto a ocho reclusos más. Permanecer en ese estado suponía la muerte inmediata si algún acto exterior amenazaba la seguridad de las Fuerzas Armadas. Tras doce años de cárcel, fue liberado en 1985 al terminar la dictadura e instalarse el nuevo parlamento que aprobó una consensuada ley que dejaba en libertad a los presos políticos.
En 2005 fue designado Director de Cultura de la Intendencia de Montevideo, cargo que ocupó hasta 2020. Es columnista de la revista semanal Caras y Caretas.

## Obras
- El gran Tuleque (1960)
- La valija (1960)
- Las ranas (1961)
- Los caballos (1967)
- La rebelión de los cañeros: Los hombres del arroz (1969)
- El saco de Antonio (1985)
- El combate del establo (1985)
- El lujo que espera (1986)
- El regreso del Gran Tuleque (1987)
- El hijo que espera (1988)
- Memorias del calabozo (en coautoría con Eleuterio Fernández Huidobro. Tupac Amaru Ediciones, 1989)
- Leyendas del abuelo de la tarde (1990)
- El Bataraz (1991)
- El Vendedor de Reliquias (1992)
- La margarita. Historia de amor en 25 sonetos (1994)[3]
- Las ranas y otras obras (1994)
- De puño y letra: antología (1998)
- Cajón de sastre (1999)
- -Y nuestros caballos serán blancos y otras obras (Arca, 2000)
- Las cartas que no llegaron (2000); Reediciones (2006) y (2008)
- Los corderitos de Dios (2001)
- Piedritas bajo la almohada (2002)
- Las agujas del tiempo (2003)
- El enviado del fuego (2004)
- Leyendas del abuelo de la tarde ([2004)
- El barrio era una fiesta (2005)
- La margarita (reedición 2006)
- Una góndola ancló en la esquina (2007)
- Les lettres qui ne sont jamais arrivées (2008)
- Medio mundo (2009)
- Memorias de insurgencia. Historias de vida y militancia en el MLN-Tupamaros. 1965-1975. Con Clara Aldrighi. Ed. de la Banda Oriental, 456 pp. (2009)
- Memorie del Calabozo. 13 anni sottoterra (2009)
- Un republicano vuelve a las barricadas (2010)
- Lo grande que es ser chiquito, (2010)
- Y nuestros caballos serán blancos (reedición 2011)
- Un republicano vuelve a las barricadas (2011)
- Sala 8 (2011)
- Diez minutos (2013)
- Il Duce, libreto de ópera, música de Federico García Vigil (con Carlos Maggi) (2013)[4]
- Memorias del calabozo (en coautoría con Eleuterio Fernández Huidobro con  prólogo de Eduardo Galeano. Reimpresión de 2013)
- La segunda muerte del Negro Varela (2015)
- La calesita de Doña Rosa (2017)
- Medio mundo. Ediz. italiana (2018)
- ¡Que nunca falte! Las entrevistas de TV Ciudad (2018)
- La seconda morte del Negro Varela (2020)
- La caja de zapatos (2021)
- Los silencios del viejo (2022)
- Con la raíz al hombro (2023)
- Por los chiquitos que vienen (2024)

## Discografía
- Desde la ventana (CD con obras de Rosencof, leídas por el mismo con acompañamiento musical de Sylvia Meyer. Montevideo Music Group 3279-2. 2005)

## Premios
- 2013, Premio Bartolomé Hidalgo, a la trayectoria, Uruguay.[5]
- 2014, Premio Morosoli de plata entregado por la Fundación Lolita Rubial.[6]
- 2015, Premio Alas